# Sangiovanni

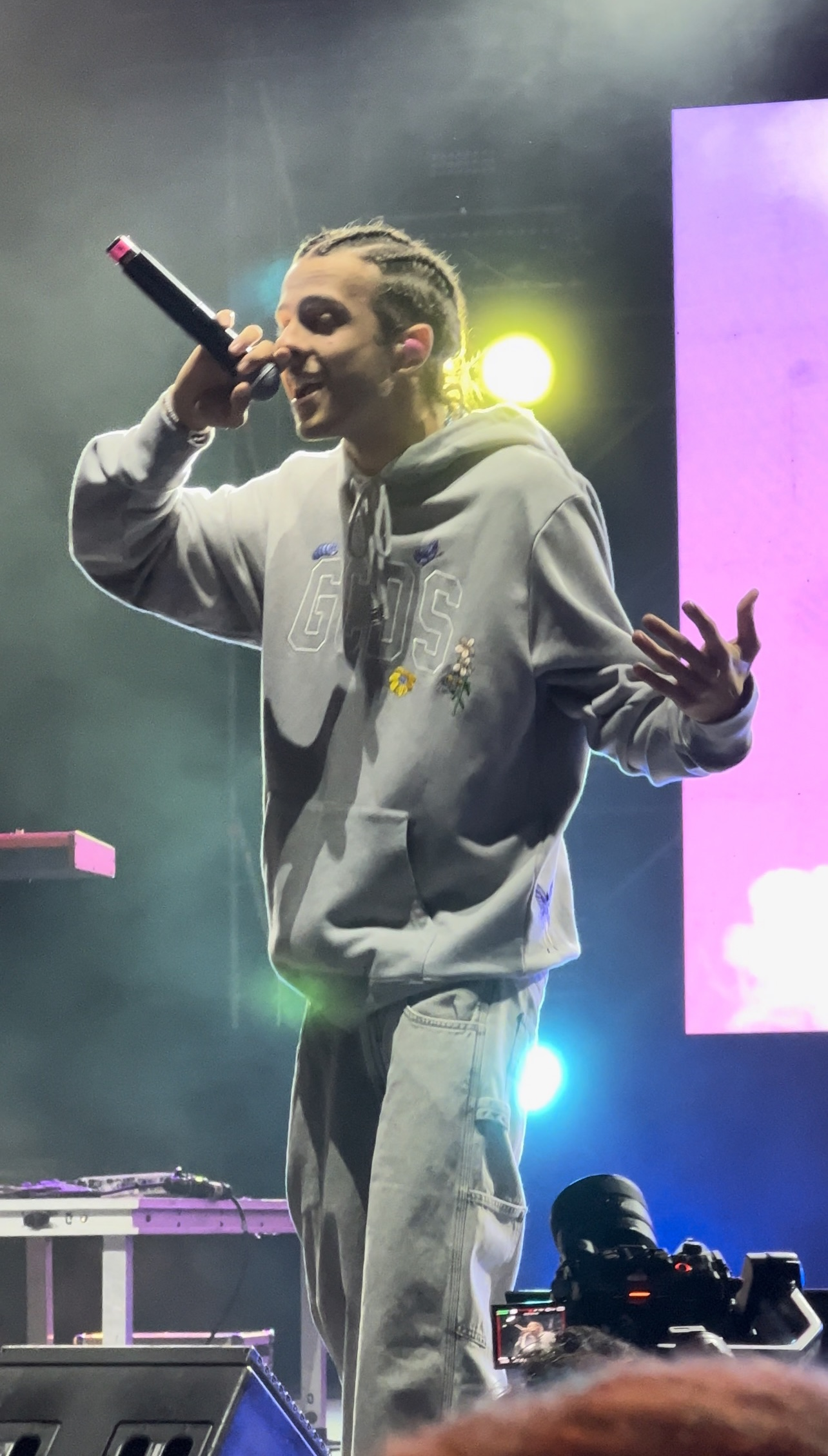
Sangiovanni, 2023

Sangiovanni (* 9. Januar 2003 als Giovanni Pietro Damian in Grumolo delle Abbadesse, Provinz Vicenza) ist ein italienischer Popsänger.

## Werdegang
Sangiovanni begann mit 16 Jahren, eigene Liedtexte zu schreiben. Er erhielt einen Plattenvertrag bei Sugar Music und veröffentlichte zwei Singles, parano!a und non +. Im Jahr 2020 schaffte er es durch die Castings der 20. Ausgabe von Amici di Maria De Filippi, wo er bald zu einem der Favoriten aufstieg. Mit Trap-Titeln wie Guccy Bag oder Lady gelangen ihm noch während der Show große Streamingerfolge. Er wurde schließlich 2021 mit dem Kritikerpreis ausgezeichnet und siegte in der Gesangskategorie, während er in der Gesamtwertung der Castingshow Platz zwei belegte. Im Anschluss erreichte er die Spitze der italienischen Charts.
Mit dem Sommerhit Malibù gelang Sangiovanni 2021 das erfolgreichste Lied des Jahres in Italien. Auf dieser Popularitätswelle ging er beim Sanremo-Festival 2022 mit dem Lied Farfalle ins Rennen, das schließlich den fünften Platz belegte. Das Lied fand Eingang in das Album Cadere volare. Beim Sanremo-Festival 2022 hatte Sangiovanni zwei Gastauftritte; einmal im Duett mit der Teilnehmerin Ariete, dann mit Komoderator Gianni Morandi. Mit Morandi nahm er das Duett Fatti rimandare dalla mamma a prendere il latte auf, später veröffentlichte er mit Sanremo-Teilnehmer Mr. Rain außerdem das Duett La fine del mondo.

## Diskografie

### Alben
| Jahr | Titel Musiklabel              | Höchstplatzierung, Gesamtwochen, AuszeichnungChartplatzierungen (Jahr, Titel, Musiklabel, Platzierungen, Wochen, Auszeichnungen, Anmerkungen) | Höchstplatzierung, Gesamtwochen, AuszeichnungChartplatzierungen (Jahr, Titel, Musiklabel, Platzierungen, Wochen, Auszeichnungen, Anmerkungen) | Anmerkungen                                            |
| Jahr | Titel Musiklabel              | IT | CH | Anmerkungen                                            |
| ---- | ----------------------------- | --- | --- | ------------------------------------------------------ |
| 2021 | Sangiovanni Sugar/Universal   | IT1 ×4Vierfachplatin · (72 Wo.)IT | CH34 (4 Wo.)CH | Erstveröffentlichung: 14. Mai 2021 Verkäufe: + 200.000 |
| 2022 | Cadere volare Sugar/Universal | IT2 Platin · (36 Wo.)IT | CH38 (1 Wo.)CH | Erstveröffentlichung: 7. April 2022 Verkäufe: + 50.000 |

### Singles
| Jahr | Titel Album                             | Höchstplatzierung, Gesamtwochen, AuszeichnungChartplatzierungen (Jahr, Titel, Album, Platzierungen, Wochen, Auszeichnungen, Anmerkungen) | Höchstplatzierung, Gesamtwochen, AuszeichnungChartplatzierungen (Jahr, Titel, Album, Platzierungen, Wochen, Auszeichnungen, Anmerkungen) | Anmerkungen                                                                                  |
| Jahr | Titel Album                             | IT | CH | Anmerkungen                                                                                  |
| --- | --------------------------------------- | --- | --- | -------------------------------------------------------------------------------------------- |
| 2020 | Guccy Bag Sangiovanni                   | IT29 Platin · (3 Wo.)IT | — | Erstveröffentlichung: 15. Dezember 2020 Verkäufe: + 70.000                                   |
| 2021 | Lady Sangiovanni                        | IT2 ×4Vierfachplatin · (37 Wo.)IT | — | Erstveröffentlichung: 20. Januar 2021 Verkäufe: + 280.000                                    |
| 2021 | Tutta la notte Sangiovanni              | IT3 ×2Doppelplatin · (28 Wo.)IT | — | Erstveröffentlichung: 17. Februar 2021 Verkäufe: + 140.000                                   |
| 2021 | Hype Sangiovanni                        | IT25 Gold · (9 Wo.)IT | — | Erstveröffentlichung: 28. März 2021 Verkäufe: + 35.000                                       |
| 2021 | Malibù Sangiovanni                      | IT1 ×8Achtfachplatin · (70 Wo.)IT | CH48 (16 Wo.)CH | Erstveröffentlichung: 17. Mai 2021 Verkäufe: + 800.000                                       |
| 2021 | Raggi gamma Sangiovanni (Riedizione)    | IT27 Gold · (8 Wo.)IT | — | Erstveröffentlichung: 24. September 2021 Verkäufe: + 35.000                                  |
| 2021 | Perso nel buio Sangiovanni (Riedizione) | IT9 Platin · (12 Wo.)IT | — | Erstveröffentlichung: 12. November 2021 Verkäufe: + 100.000; mit Madame                      |
| 2022 | Farfalle Cadere volare                  | IT2 ×6Sechsfachplatin · (64 Wo.)IT | CH24 Platin · (4 Wo.)CH | Erstveröffentlichung: 3. Februar 2022 Verkäufe: + 620.000; Beitrag zum Sanremo-Festival 2022 |
| 2022 | Cielo dammi la luna Cadere volare       | IT21 Gold · (10 Wo.)IT | — | Erstveröffentlichung: 25. März 2022 Verkäufe: + 50.000                                       |
| 2022 | Scossa Cadere volare                    | IT31 Platin · (20 Wo.)IT | — | Erstveröffentlichung: 5. Mai 2022 Verkäufe: + 100.000                                        |
| 2022 | Fluo –                                  | IT78 (3 Wo.)IT | — | Erstveröffentlichung: 6. Oktober 2022                                                        |
| 2023 | La fine del mondo –                     | IT30 ×2Doppelplatin · (24 Wo.)IT | — | Erstveröffentlichung: 12. Mai 2023 Verkäufe: + 200.000; mit Mr. Rain                         |
| 2024 | Finiscimi –                             | IT28 Gold · (5 Wo.)IT | — | Erstveröffentlichung: 7. Februar 2024 Verkäufe: + 50.000; Beitrag zum Sanremo-Festival 2024  |
| Folgende Lieder erschienen nicht als Single, wurden aber durch das Album zum Download und Streaming bereitgestellt und konnten somit eine Platzierung erlangen: |                                         | | |                                                                                              |
| |                                         | | |                                                                                              |
| 2021 | Maledetta primavera Sangiovanni         | IT36 (3 Wo.)IT | — |                                                                                              |
| 2022 | Cortocircuito Cadere volare             | IT80 (1 Wo.)IT | — |                                                                                              |

## Belege
1. ↑  Mattia Marzi: Sangiovanni è l’ultimo degli amiciani, in salsa urban. In: Rockol.it. 22. Januar 2021, abgerufen am 1. Juni 2021 (italienisch).
2. ↑  Alberto Graziola: Amici 2021, chi ha vinto, Giulia, Sangiovanni secondo. In: Soundsblog. Blogo.it, 15. Mai 2021, abgerufen am 1. Juni 2021 (italienisch).
3. ↑  Chartquellen (Alben):
  - Alben von Sangiovanni. In: Italiancharts.com. Hung Medien, abgerufen am 11. Juli 2023.
  - Alben von Sangiovanni. In: Hitparade.ch. Hung Medien, abgerufen am 11. Juli 2023.
4. 1 2  Auszeichnungen für Musikverkäufe: IT CH
5. ↑  Chartquellen (Singles):
  - Archivio Top Singoli. FIMI, abgerufen am 6. August 2024.
  - Songs von Sangiovanni. In: Hitparade.ch. Hung Medien, abgerufen am 11. Juli 2023.

| Personendaten    | Personendaten                            |
| ---------------- | ---------------------------------------- |
| NAME             | Sangiovanni                              |
| ALTERNATIVNAMEN  | Damian, Giovanni Pietro (Geburtsname)    |
| KURZBESCHREIBUNG | italienischer Popsänger                  |
| GEBURTSDATUM     | 9. Januar 2003                           |
| GEBURTSORT       | Grumolo delle Abbadesse, Provinz Vicenza |